# William Potts
William Potts (* Mai 1883 in Bad Axe, Huron County, Michigan; † 1947) war ein Polizist in Detroit, Michigan, USA. Er gilt als Erfinder der modernen Verkehrsampel mit drei Farben. Eine 2-Farben-Ampel (Rot/Grün) wurde bereits 1868 in London erfunden.

## Leben
William Potts wurde 1900 im Census von Michigan als 17-jähriger Polizist geführt. 1910 heiratete er Grace Baker, mit der er vier Kinder hatte. 1920 wurde Potts Superintendent bei der Verkehrspolizei. Dort beschäftigte er sich mit der Weiterentwicklung der bereits vorhandenen Ampeln mit zwei Farben. Er kam auf die Idee eine dritte Farbe, Gelb, hinzuzufügen.
Seine erste Ampel mit drei Farben wurde im Oktober 1920 an der Straßenecke Woodward Avenue / Michigan Avenue aufgestellt und in Betrieb genommen. Diese Ampel war noch von Hand geschaltet und hatte 12 Lampen, je drei für jede Richtung. Dabei hatten die Linsen einen Durchmesser von 4 Zoll und steckten in einem Holzrahmen. Das Gehäuse war aus Zinn. Bereits im Dezember 1920 wurden weitere Ampeln entlang der Woodward Avenue aufgestellt, die alle vom Überwachungsturm der ersten Ampel von Hand geschaltet wurden.
1921 wurde dann die erste automatische Schaltung in 15 Ampelanlagen installiert. Weitere Modifikationen, wie die zentrale Aufhängung in der Mitte der Kreuzung oder Peitschenmasten folgten in den kommenden Jahren.
26 Jahre später waren bereits 600 Ampeln mit 11.000 Lampen in Detroit in Betrieb. Der „American Automobile Association Report“ sprach von 36.000 Signalanlagen landesweit.
1939 ging William Potts in Rente und engagierte sich fortan im „Safety and Traffic Department“ des Automobilclubs von Michigan.
Potts hatte kein Patent für seine Idee angemeldet. Als 1924 die Herstellung von Ampelanlagen kommerzialisiert wurde, kam es zu Rechtsstreitigkeiten mit verschiedenen Herstellern. 1928 stellte das Gericht von Michigan fest, dass Potts auch nicht als Erfinder genannt werden muss.
Er blieb zeitlebens nur eine lokale Persönlichkeit und war in Vergessenheit geraten als er 1947 starb.